# زمرة جزئية نظامية
في الجبر المجرد، زمرة جزئية نظامية (بالإنجليزية: Normal subgroup)‏، (المعروفة أيضا باسم الزمرة الجزئية الثابتة أو الزمرة الجزئية ذاتية المرافقة) هي زمرة جزئية ثابتة تحت عملية المرافقة، مطبقةً على جميع عناصر الزمرة التي هي جزء منها. بتعبير آخر، تكون الزمرة الجزئية N من الزمرة G نظاميةً في G إذا وفقط إذا كان {\displaystyle gng^{-1}\in N} مهما كان {\displaystyle g\in G} و {\displaystyle n\in N.}.

## التسمية
اجتهاد شخصي